# Macrostylis galatheae
Macrostylis galatheae is een pissebed uit de familie Macrostylidae. De wetenschappelijke naam van de soort is voor het eerst geldig gepubliceerd in 1956 door Wolff.